# جک اسپارو
کاپیتان جک اسپارو (انگلیسی: Jack Sparrow) شخصیتی تخیلی و قهرمان داستان مجموعه‌فیلم‌های دزدان دریایی کارائیب است. این شخصیت توسط فیلمنامه نویسان تد الیوت و تری روسیو پدید آمده و جانی دپ آن را به تصویر کشیده‌است. شخصیت‌پردازی اسپارو بر اساس ترکیبی از گیتاریست گروه موسیقی رولینگ استونز به‌نام کیت ریچاردز و شخصیت کارتونی پپه لو پیو از فیلم لونی تونز ساخته شده‌است. اولین حضور او در فیلم ۲۰۰۳ دزدان دریایی کارائیب: نفرین مروارید سیاه بود و بعداً در دیگر دنباله‌ها، دزدان دریایی کارائیب: صندوقچه مرد مرده (۲۰۰۶)، دزدان دریایی کارائیب: پایان جهان (۲۰۰۷)، دزدان دریایی کارائیب: سوار بر امواج ناشناخته (۲۰۱۱) و دزدان دریایی کارائیب: مردگان حکایت نمی‌کنند (۲۰۱۷) ظاهر شد.
در فیلم‌ها، اسپارو یکی از ۹ ارباب دزدان دریایی در دیوان برادران—اربابان دزدان دریایی هفت دریا است. او می‌تواند خیانت‌کار باشد و اغلب با استفاده از شوخ‌طبعی و مذاکره به جای زور زنده می‌ماند و تصمیم می‌گیرد از خطرناک‌ترین موقعیت‌ها فرار کند و فقط در صورت لزوم بجنگد. در فیلم، اسپارو در پی بازپس‌گیری کشتی خود، مروارید سیاه، از شریک اول خود، هکتور باربوسا، معرفی می‌شود. او بعداً در تلاش است که حین جنگ با کمپانی هند شرقی بریتانیا از دست دیوی جونز افسانه‌ای فرار کند. در ماجراهای بعدی او به دنبال یافتن چشمهٔ جوانی و نیزهٔ پوزئیدون است.
نظرسنجی سال ۲۰۰۷ بانک اطلاعات اینترنتی فیلم‌ها نشان داد که اسپارو پس از ایندیانا جونز محبوب‌ترین قهرمان لایواکشن است. امپایر در سال ۲۰۰۶ نقش‌آفرینی دپ را هفتاد و چهارمین «چیزی که دنیای ما را تکان داد» اعلام کرد و بعداً او را هشتمین شخصیت برتر سینمای تمام دوران معرفی کرد.

## ساخته شدن شخصیت جک اسپارو
در هنگام ساخت پروژه‌هایی مانند مرد عنکبوتی، گور وربنیکسی و شرکت والت دیزنی به فکر فرورفتند. آن‌ها به فکر ساختن فیلمی جهانی بودند که مانند «اسپایدرمن» فقط جنبه آمریکایی نداشته باشند. آن‌ها به‌دنبال نمادی بودند تا همه کشورهای جهان دارای آن باشند. نمادی جهانی که برای کمدی شدن فیلم
بامزه باشد شاید یک دزد دریایی. جک اسپارو شناسه فیلم دزدان دریایی کاراییب است و با بازی جانی دپ به یک شخصیت جهانی مبدل شد.

## جانی دپ و جک اسپارو
وربنیکسی بازی جانی دپ در فیلم‌های متعددی را دیده بود و در حیرت بود که او در هر نقشی می‌تواند بازی کند. برای نقش اسپارو افراد زیادی مدنظر بودند ولی سرانجام قرعه به نام دپ افتاد. با این کار وربنیکسی جانی دپ واقعی را شناخت. بازی او باعث شد تا به عنوان یک کمدین با استعداد نیز شناخته شود. او در حال جایزه گرفتن در فیلم اول اعلام کرد که تا دزدان دریایی کاراییب ۱۰ نیز در نقش جک بازی می‌کند. شبکهٔ بی‌بی‌سی او را معروفترین دزد دریایی جهان نامید. همچنین در قسمت چهارم فیلم که کارگردان عوض شد دپ با کارگردان جدید سازش نکرد و نمی‌خواست بازی کند ولی سرانجام قبول به همکاری کرد.

## ویژگی‌ها

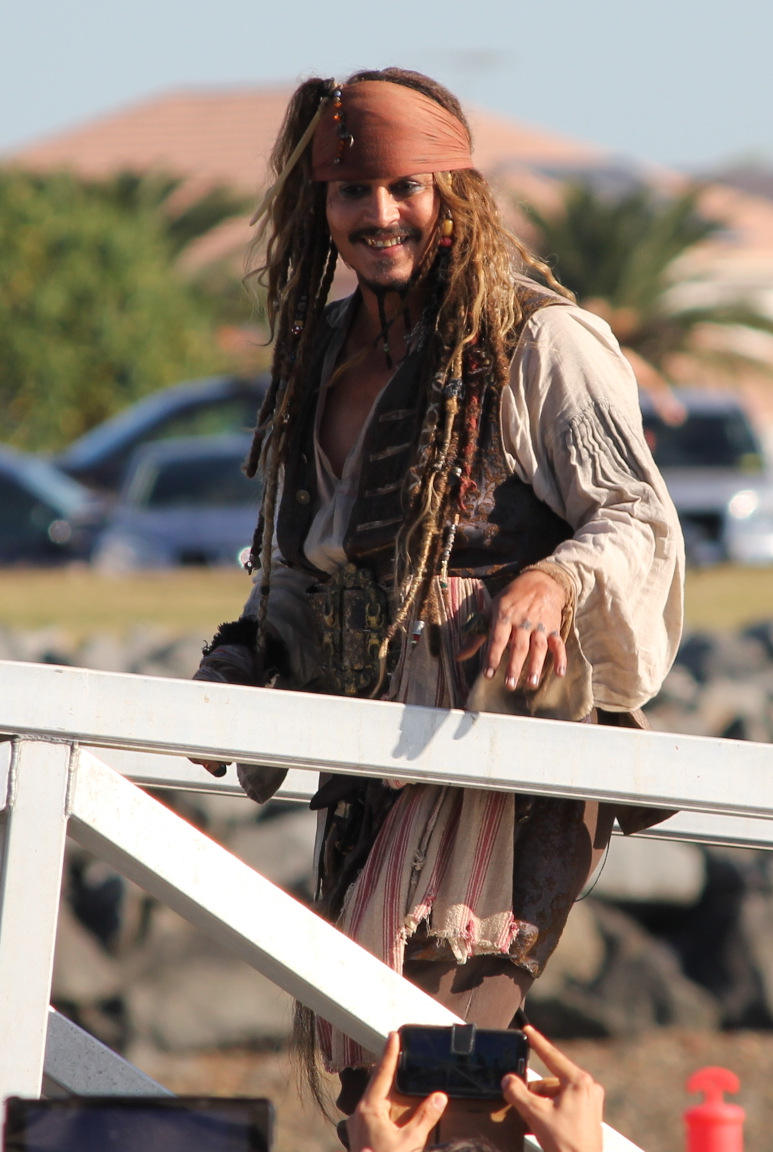
جانی دپ با لباس کامل پس از یک روز فیلمبرداری به کلیولند، کوئینزلند بازگشت

جک اسپارو (یا جک گنجیشکه) سمبل فیلم دزدان دریایی کارائیب است. او یک دزد دریایی بازیگوش و بامزه و زبان نفهم و دغل و بسیار زیرک و باهوش و خوش شانس است و محبوبترین شخصیت فیلم اوست. او به‌طور خاصی راه می‌رود و حرف می‌زند و حرکات بامزه‌ای انجام می‌دهد. در واقع کاری‌های او در عین احمقانه بنظر رسیدن دارای مفهوم و معنی بالایی است و می‌توان گفت همیشه یک نقشه دارد.
او دو تا رو دارد در حالی که خوش‌قلب است بسیار پر روست. او دارای یک قطب‌نمای عجیب است که شمال را نشان نمی‌دهد ولی چیزی را که واقعاً آدم می‌خواهد را به او نشان می‌دهد. جک در پایان فیلم سوم نقشه کاپیتان سئوفنگ را می‌دزدد. او صاحب مروارید سیاه است که بارها او را از دست می‌دهد. او عضو مجمع برادران است و یکی از مخالفین آزاد کردن کالیپسو. او در فیلم ۳ به کلی عوض شده و بسیار شجاع می‌شود. او نقطه مقابل کاپیتان هکتور باربوسا ست.

## فیلم اول
در فیلم اول، جک کشتی خود مروارید سیاه را از دست داده و به‌دنبال پس گرفتن آن است. او ویل ترنر و الیزابت سوآن را همدست خود می‌کند و در آخر فیلم کشتی را پس می‌گیرد. او با حیله‌ای که به کاپیتان هکتور باربوسا می‌زند موفق به انجام این کار می‌شود و او را که کشتی اش را تصرف کرده بود و او را در یک جزیره غیرقابل سکونت ول کرده بود تا با شش لولش که تنها یک گلوله داشت (شش لول واقعی بود و مربود به سال ۱۹۷۳ بوده که از یک موزه به عنوان امانت گرفته شده بود) خود را از گرسنگی بکشد. او محکوم به اعدام است ولی در آخر با کمک ویل ترنر فرار
می‌کند.

## فیلم دوم
در فیلم ۲ جک به فکر بدهی خود به دیوی جونز است. او که سال‌ها با اجازه جونز کاپیتان مروارید سیاه
شده، برای ندادن بدهی خود به فکر کنترل جونز می‌افتد. او به‌دنبال صندوق قلب دیوی جونز الیزابت
و ویل ترنر را با خود همدم می‌کند. در آخر ویل برای نجات پدرش با جک می‌جنگد و اتحاد آن‌ها جدا
می‌شود. در پایان فیلم الیزابت جک با یک بوسه و با یک کلک را به مروارید سیاه می‌بندد تا با آن غرق شود ولی در فیلم
سوم جک نجات می‌یابد.

## فیلم سوم
در فیلم سوم جک که به کمک الیزابت و ویل ترنر دوباره برگشته مروارید سیاه را پس می‌گیرد. او به اجبار باربوسا وارد محفل برادران می‌شود و در یک معاوضه با ویل عوض می‌شود و به زندان جونز می‌افتد. او با این حال فرار می‌کند و موفق به شرکت در پایان استثنایی فیلم می‌شود و جونز را می‌کشد. او این کار را با دست ویل می‌کند و باعث می‌شود ویل ترنر کاپیتان کشتی هلندی سرگردان شود. در پایان فیلم باربوسا
جک را در لنگرگاهی جا می‌گذارد و جک بار دیگر مروارید را از دست می‌دهد. با این حال او از قبل نقشه باربوسا دزدیده‌است!

## فیلم چهارم
در این فیلم مانند قسمت دوم آن موضوع فیلم عوض می‌شود. الیزابت سوان و ویل ترنر از فیلم حذف می‌شوند و به جای آنان آنجلیکا نامزد قدیمی جک اسپارو به فیلم اضافه می‌شود. جک در گذشته به او علاقه داشته اما او را فریب داده و او را ترک کرده‌است. در لندن انجلیکا با جعل نام جک اسپارو، کشتی دزدان دریایی را به راه می‌اندازد و جک نیز برای پس گرفتن هویت خود با او درگیر شده و متوجه می‌شود که او کیست. اما او جک را فریب داده و به کشتی ریش سیاه، که پدر آنجلیکا است و جک از این موضوع بی‌خبر است، می‌برد و ریش سیاه جک را مجبور می‌کند که آنان را به محل چشمه حیات ببرد و در طرف دیگر ماجرا باربوسا از طرف پادشاه انگلستان مأمور رفتن به چشمه حیات شده‌است و اسپانیایی‌ها نیز در پی چشمه حیات اند و داستان فیلم در درگیری‌های مابین آنان رقم می‌خورد و در پایان فیلم جک ریش سیاه را با فریب کشته و آنجلیکا را از مرگ نجات می‌دهد و او را مجدداً فریب می‌دهد و با گیبز شیشه‌ای را که مروارید سیاه در آن بود از کشتی «انتقام ملکه آن»((Queen Anne's Revenge) که در واقع همان کشتی ریش سیاه است) پس می‌گیرد. غافل از اینکه عروسکی که با آن می‌توان کنترل جک را در دست گرفت پیش آنجلیکا است.

## فیلم پنجم
قسمت پنجم دزدان دریای کارائیب ویل ترنر و الیزابت سوان به فیلم برگشته اند ولی ایندفعه کاری به جک ندارند در واقع در این قسمت پسر این دو یعنی هنری ترنر برای از بین بردن طلسم پدرش از جک کمک می خواهد او که یک دفعه با کاپیتان سالازار رو به رو شده بود و او درخواست قطب نمای جک را کرده بود که اگر از جک گرفته شود آفتاب بر آن ها طلوع کرده و می تواند انتقام چندین ساله اش را از جک بگیرد . جک که مست است و به دلیل نداشتن کشتی کارکنان اش را از دست داده بود به خاطر یک شیشه مشروب قطب نما رو می فروشد و سالازار به خواسته اش می رسد حالا نوبت انتقام است . جک طبق تمامی قسمت ها همراه با کارینا اثمیت در حال اعدام شدن هستند که هنری ترنر همانند پدرش در قسمت اول به نجات این دو می آید و جک می فهمدد که خدمه کشتی هم کمکش کردند پس با آنها به کمک جک می آیند . حالا کاپیتان باربوسا که از طریق جادوگر به قطب نما جک دست یافته است می خواهد با همکاری با سالازار جک را به سالازار پس دهد که خلاف این اتفاق می افتد و ....

## استقبال

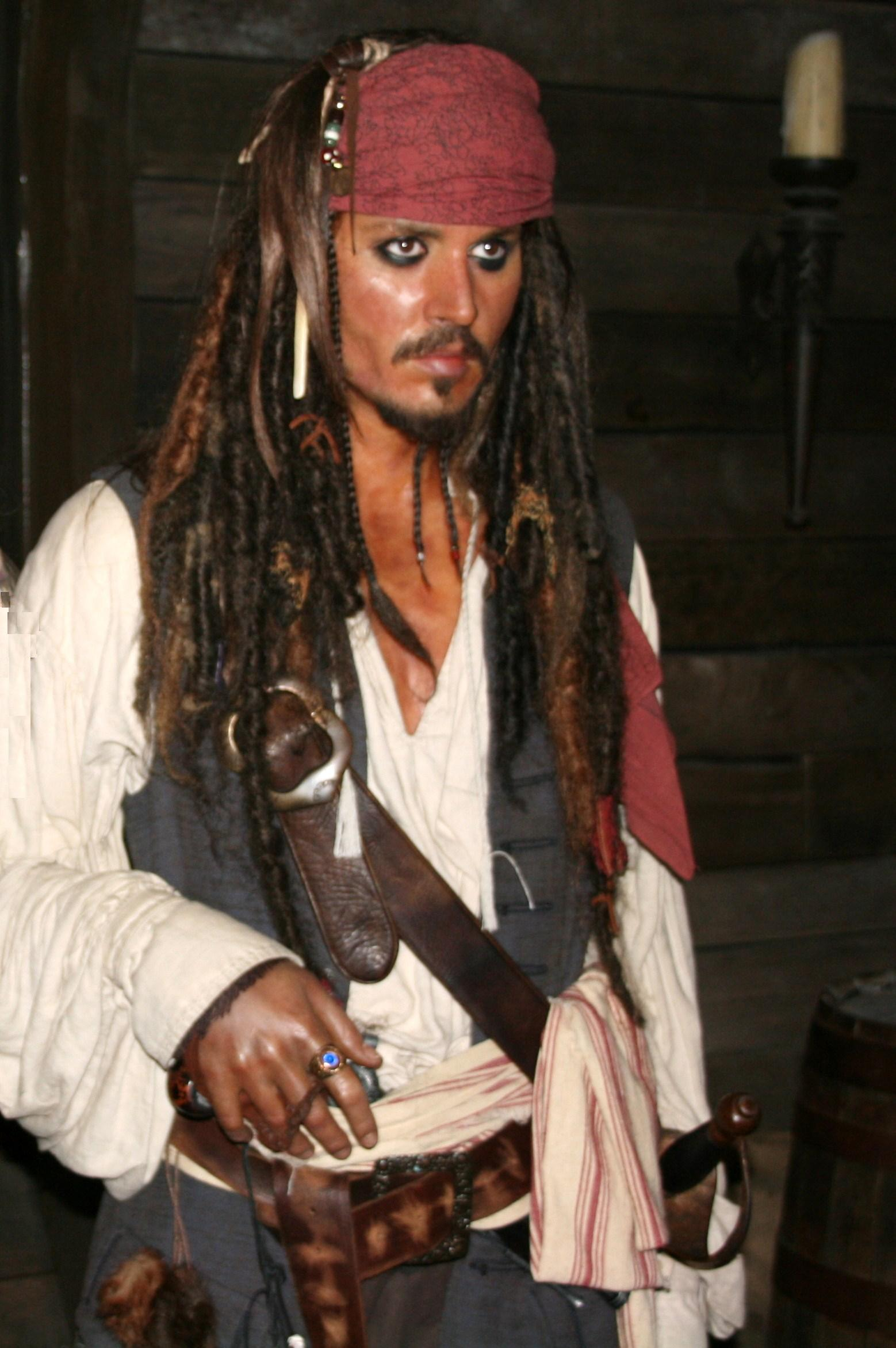
جک اسپارو (مادام توسو، لندن)

کاپیتان جک اسپارو به عنوان یکی از نمادین‌ترین شخصیت‌های سینمایی در تمام دوران شناخته می‌شود. هنگامی که فیلم صندوقچه مرد مرده بیش از یک میلیارد دلار در سرتاسر جهان فروش کرد، ایان ناتان موفقیت فیلم را به محبوبیت اسپارو نسبت داد. مجله امپایر در سال ۲۰۰۶ نقش آفرینی دپ را به عنوان هفتاد و چهارمین «رویدادی که دنیای ما را تکان داد» اعلام کرد و بعداً او را هشتمین شخصیت برتر سینما در تمام دوران معرفی کرد. در یک نظرسنجی جدید در سال ۲۰۱۵، از ۱۰۰ شخصیت برتر سینما در تمام دوران، جک اسپارو به عنوان چهاردهمین شخصیت برتر معرفی شد. در سال ۲۰۰۶ یک نظرسنجی از بیش از ۳۰۰۰ نفر نشان داد که جک اسپارو محبوب‌ترین لباس هالووین در آن سال بود و یک نظرسنجی در سال ۲۰۰۷ که توسط پایگاه داده‌های اینترنتی فیلم‌ها انجام شد، نشان داد که جک اسپارو دومین قهرمان اکشن زنده پس از ایندیانا جونز است. در نظرسنجی Pearl & Dean در سال ۲۰۰۷، جک اسپارو به عنوان محبوب‌ترین نقش جانی دپ معرفی شد.